# Piaget (Unternehmen)
Piaget ist ein Schweizer Hersteller von Armbanduhren und Schmuck in La Côte-aux-Fées. Das Unternehmen ist Teil des Schweizer Luxusgüterkonzerns Richemont.

## Geschichte

### 19. Jahrhundert
Im Jahr 1874 richtete Georges Edouard Piaget seine erste Werkstatt auf dem Bauernhof seiner Eltern in La Côte-aux-Fées im Schweizer Juragebirge ein. Dort widmete er sich der Anfertigung von Taschenuhren und Präzisionsuhrwerken für andere Uhrenhersteller.

### 20. Jahrhundert
Piagets Sohn Timothée übernahm das Familienunternehmen 1911, und die Uhrenmanufaktur begann, Armbanduhren herzustellen. Gérald und Valentin Piaget, die Enkel des Gründers, liessen Piaget 1943 als Marke eintragen. Seitdem stellte die Manufaktur ihre eigenen Kreationen her und entwickelte ihr Geschäft auf internationaler Ebene. Aufgrund des starken Wachstums eröffnete das Familienunternehmen 1945 eine weitere Manufaktur in La Côte-aux-Fées, die sich mehr auf Innovationen und die Entwicklung ultraflacher Uhrwerke spezialisierte.
Im Jahr 1957 brachte die Manufaktur Piaget das ultraflache Kaliber 9P heraus, das weltweit flachste mechanische Handaufzugs-Uhrwerk mit einer Höhe von 2 mm. Im Jahr 1960 entwickelten die Piaget-Uhrmacher das Kaliber 12P, das flachste Automatikwerk der Welt mit einer Höhe von 2,3 mm (im Guinness-Buch der Rekorde eingetragen). Darüber hinaus erweiterte Piaget seine Kollektion, neben Schmuckuhren in Form von Münzen, Ringen, Broschen und Manschettenknöpfen stellte das Unternehmen nunmehr auch Schmuck her. Die 1957 herausgebrachte Herrenuhr Emperador wurde schon bald zur Ikone der Marke. Im Zuge der Ausweitung seiner Aktivitäten gründete Piaget ein Schmuckatelier in Genf und eröffnete 1959 die erste eigene Boutique.
1964 führte Piaget die ersten Schmuckuhren mit Zifferblättern aus Halbedelsteinen wie Lapislazuli, Türkis, Onyx oder Tigerauge ein. Anschliessend brachte die Marke eine Manschettenuhr heraus. Das kleinste Quarzwerk seiner Generation, das Kaliber 7P, erschien 1976. Die Uhr Piaget Polo aus dem Jahr 1979 und die 1986 herausgebrachte Kollektion Dancer wurden zu Markenzeichen des Unternehmens.
1988 wurde Piaget von der Vendôme Luxury Group – heute Richemont – gekauft. In den 1990er Jahren kamen neue Kollektionen wie Possession, Tanagra, Limelight und Miss Protocole (mit austauschbaren Armbändern) heraus. Ausserdem führte Piaget das Uhrenmodell Altiplano ein sowie eine Neuauflage des Modells Emperador. Die Uhren mit Komplikationen wurden in der Kollektion Black Tie zusammengefasst.
2010 überarbeitete Piaget das Kaliber 12P. Damit wurde dieses Modell nicht nur zur flachsten Automatikuhr der Welt, sondern besaß auch das flachste Automatikwerk der Welt.

### 21. Jahrhundert
2001 eröffnete Piaget eine neue Manufaktur in Plan-les-Ouates bei Genf, in der über 40 Uhrmacher- und Goldschmiedeberufe unter einem Dach zusammengefasst sind. Die Uhrwerke werden jedoch weiterhin in La Côte-aux-Fées gefertigt. Im selben Jahr verjüngte Piaget die Uhrenlinie Polo aus den 1970er Jahren und lancierte die Kollektion Magic Reflections. Piaget entwickelte mehrere mechanische Uhrwerklinien und brachte 2002 das Kaliber 600P heraus, ihr erstes Tourbillon-Werk, das mit 3,5 mm Höhe ebenfalls das flachste der Welt war. Der Tourbillon-Käfig besteht aus 42 Einzelteilen, darunter drei Brücken aus Titan, und wiegt 0,2 Gramm. 2004 feierte Piaget sein 130-jähriges Firmenjubiläum.
Das Kaliber 560P ist ein mechanisches Uhrwerk mit Automatikaufzug und retrograder Sekundenanzeige. Das Kaliber 800P besitzt eine zentrale Stunden-, Minuten- und Sekundenanzeige sowie Grossdatum ist mit einem doppelten Federhaus ausgestattet, das für eine Gangreserve von 72 Stunden sorgt. Die Variante 850P zeigt auf zwei kleinen Zifferblättern eine kleine Sekunde und eine zweite Zeitzone an.
Im August 2023 erbeuteten Diebe bei einem Überfall auf eine Piaget-Boutique in Paris Uhren im Wert von rund 15 Millionen Euro.
Piaget ist mit mehr als 800 Boutiquen in 84 Ländern der Welt vertreten.

## Sponsoring
2008 sponserte Piaget die Spirit Awards, ein amerikanisches Independent-Filmfestival.

### Botschafter
Als weltweite Markenbotschafterin wählte Piaget Maggie Cheung.

### Piaget-Preis für den besten Goldschmied
2005 rief Piaget den Preis für den besten Goldschmied ins Leben. Dieser Preis wird an einen Auszubildenden verliehen, der des eidgenössischen Fähigkeitszeugnisses besonders würdig ist. Dorian Recordon erhielt als erster diesen Preis.